# Cemitério de Farkasréti
Cemitério de Farkasréti (em húngaro:  Farkasréti temető) é um dos mais famosos cemitérios em Budapeste. Foi aberto em 1894 sendo notado por suas múltiplas vistas extensas da cidade.
A sepultura mais antiga ainda localizada em seu local original é do engenheiro mecânico Ferenc Cathry Szaléz, projetista da ferrovia a cremalheira de Budapeste ("Budapesti fogaskerekű vasút") e da Ponte Maria Valéria em Esztergom.

## Sepultamentos notáveis
- Vilmos Aba Novák, pintor
- Péter Bacsó, diretor de cinema e roteirista
- Ervin Baktay, orientalista
- Donát Bánki, inventor
- Béla Bartók, compositor, escultura feita por Miklós Borsos
- Dénes Berinkey, Primeiro Ministro
- Aurél Bernáth, pintor e poeta
- Sándor Bíró, futebolista
- Miklós Borsos, escultor
- József Bozsik, futebolista, membro d'O Time de Ouro
- Csinszka, mulher de Endre Ady
- Tamás Cseh, cantor e compositor
- Zsuzsa Cserháti, cantor
- János Csonka, inventor
- Béla Czóbel, pintor
- Ferenc Deák, futebolista
- József C. Dobos, inventor da torta Dobos, uma especialidade húngara
- Béla Egresi, futebolista
- István Eiben, cinematografista
- Pál Engel, historiador
- Zoltán Fábri, diretor
- Sári Fedák, atriz
- István Fekete, escritor
- János Ferencsik, condutor
- Noel Field, agente comunista
- Miklós Gábor, ator
- Aladár Gerevich, esgrimista sete vezes campeão olímpico
- Gyula Germanus, orientalista
- Ernő Gerő, político comunista
- Hilda Gobbi, atriz
- András Hegedűs, Primeiro Ministro socialista
- Éva Janikovszky, escritora de livros infantis
- Pál Jávor, ator
- Gyula Kabos, ator
- Katalin Karády, atriz, cantora
- György Kárpáti, jogador de polo aquático três vezes campeão olímpico
- Lajos Kassák, poeta e pintor
- Manyi Kiss, atriz
- Károly Kernstok, pintor
- Kálmán Kittenberger, pesquisador da África researcher, naturalista
- Zoltán Kodály, compositor, escultura feita por Pál Pátzai
- János Kodolányi, escritor
- György Kolonics, canoista campeão olímpico
- Ilona Kolonits, diretor de documentários de cinema, correspondente de guerra
- Béla Kondor, pintor
- János Koós, cantor dançarino, parodista, ator
- Margit Kovács, ceramicista e escultor
- László Lajtha, compositor
- Kálmán Latabár, ator
- Imre Makovecz, arquiteto
- György Marx, físico
- Istvan Medgyaszay, arquiteto
- Ágnes Nemes Nagy, poeta
- László Németh, escritor
- István Örkény, escritor
- László Papp, boxeador três vezes campeão olímpico
- János Pilinszky, poeta
- Mátyás Rákosi, líder comunista; atualmente somente suas iniciais são visíveis para evitar vandalismo
- Éva Ruttkai, atriz
- Ferenc Sánta, escritor
- Zoltán Ozoray Schenker, Campeão olímpico de esgrima
- Sándor Simonyi-Semadam, Primeiro Ministro
- Árpád Szakasits, líder ocialista
- Pál Szécsi, cantor
- Georg Solti, condutor
- Zoltán Tildy, Presidente
- Amerigo Tot (nascido Imre Tóth), escultor e ator
- László Verebélÿ, engenheiro eletricista
- Béla Volentik, futebolista
- Sándor Weöres, poeta
- József Zakariás, futebolista, membro d'O Time de Ouro